# Marmozets
Marmozets és una banda de rock anglesa de Bingley, West Yorkshire, Anglaterra. Formada l'any 2007, els seus membres son Rebecca "Becca" Macintyre (veu), Jack Bottomley (guitarra), Sam Macintyre (guitarra/veu), Will Bottomley (baix/veu) i Josh Macintyre (bateria). Marmozets va signar amb Roadrunner Records l'octubre de 2013 i va llançar el seu àlbum debut el 29 de setembre de 2014. El seu segon àlbum, Knowing What You Know Now, es va publicar el 26 de gener de 2018.

## Biografia

### Primers anys,The Weird and Wonderful Marmozets(2007–2016)
Els dos grups de germans van formar la banda mentre estaven a l'escola i toquen en directe des del 2007, aconseguint un gran reconeixement pels seus concerts caòtics tot i tenir una mitjana d'edat de tan sols 15 anys La banda es deia originalment The Marmozets, i amb aquest nom van publicar un EP titulat "Out of My Control" l'any 2009. Poc després van canviar el seu nom a Marmozets.
Han compartit escenari amb artistes com Young Guns, Funeral For a Friend, Gallows, Hyro Da Hero, The Used, Four Year Strong i Muse i han aparegut al Festival de Glastonbury, Download Festival, Reading i Leeds, Rock Werchter, Slam Dunk Festival., 2000 Arbres o el Bilbao BBK Live.
Van llançar el seus EPs, Passive Aggressive i Vexed l'any 2011 i 2012 respectivament. El segell discogràfic Venn Records, va publicar el primer senzill de Marmozets "Good Days" l'any 2012. Al 2013, la banda va llançar el seu segon senzill, "Born Young and Free", abans que la banda signés amb Roadrunner Records i llancés "Move Shake Hide". Tots dos senzills van rebre grans elogis dels DJs de BBC Radio 1 Zane Lowe, Daniel P Carter i Huw Stephens. La banda va llançar el senzill "Why Do You Hate Me?" el 17 de març de 2014.
La banda va ser nominada millor banda debutant anglesa als premis Kerrang! i van guanyar el premi a la millor banda nova del Regne Unit per la revista Big Cheese. Juntament amb els senzills publicats abans de l'àlbum, la banda va començar a interpretar alguns temes inèdits en directe que figurarien al seu àlbum debut, com "Is It Horrible", "Cover Up" i "Hit the Wave". Marmozets es va embarcar en la seva primera gira al Regne Unit al setembre de 2013.
Van llançar el seu àlbum debut The Weird and Wonderful Marmozets el 29 de setembre de 2014. Va rebre elogis de la crítica, i després va guanyar el Premi al Millor Àlbum del 2005 per la revista Kerrang!.
El març de 2015, es va anunciar que Marmozets telejaria a Muse a la seva gira Psycho Tour al Regne Unit de 2015.

### Knowing What You Know Now(2017-present)
El segon àlbum de la banda es va retardar quan Becca McIntyre va ser hospitalitzada després de ser diagnosticada amb síndrome d'hipermobilitat. McIntyre va haver de suportar diverses operacions i mesos de recuperació abans de tornar a la banda.
El gener de 2017, Sam Macintyre va anunciar a través de Twitter que la banda havia completat el seu segon àlbum. La primera cançó de l'àlbum, Play, es va publicar l'agost de 2017 i va arribar al cim de les llistes de Kerrang!. La cançó també es va utilitzar com un dels temes oficials de l'especial de NXT Takeover, NXT TakeOver: WarGames.
El 10 d'octubre, la banda va llançar un segon senzill de l'àlbum, titulat "Habits", que es va reproduir a BBC Radio 1 abans del seu llançament digital oficial. La banda també va anunciar els detalls del seu nou àlbum " Knowing What You Know Now " i el va posar a disposició per a la reserva. L'11 de desembre de 2017, la banda va llançar el tercer senzill del seu nou àlbum titulat "Major System Error". L'àlbum es va publicar el 26 de gener de 2018.
El 2019, els membres de la banda Rebecca Macintyre i Jack Bottomley van tenir el seu primer fill. El juny de 2022, Rebecca i Jack van anunciar el seu matrimoni i que la banda estava treballant en música nova.

## Membres

### Membres actuals
- Rebecca "Becca" Macintyre – veu principal
- Jack Bottomley - guitarra principal
- Sam Macintyre –vguitarra rítmica, cors
- Will Bottomley – baix, cors
- Josh Macintyre – bateria

### Membres anteriors
- Joe Doherty - guitarra[18]

## Discografia
Àlbums d'estudi
| 2014                                                                                        | The Weird and Wonderful Marmozets - Llançament: 29 de setembre de 2014 - Segell: Roadrunner | 25 |
| 2018                                                                                        | Knowing What You Know Now - Llançament: 26 de gener de 2018 - Segell: Roadrunner            | 23 |
| "—" denota un enregistrament que no es va publicar o no es va publicar en aquest territori. |                                                                                             |    |

EPs
| Any  | Detalls                                                              |
| ---- | -------------------------------------------------------------------- |
| 2009 | Out of My Control - Llançament: 19 d'agost de 2009 - Segell: n/a     |
| 2011 | Passive Aggressive - Llançament: 1 de novembre de 2011 - Segell: n/a |
| 2012 | Vexed - Llançament: 2 de juny de 2012 - Segell: n/a                  |
| 2014 | Marmozets - Llançament: 4 de juny de 2014 - Segell: Roadrunner       |

Senzills
| Any  | Detalls                                                                        |
| ---- | ------------------------------------------------------------------------------ |
| 2012 | "Good Days" - Llançament: 5 de novembre de 2012 - Segell: Venn                 |
| 2013 | "Born Young and Free" - Llançament: 10 de maig de 2013 - Segell: n/a           |
| 2013 | "Move Shake Hide" - Llançament: 14 d'octubre de 2013 - Segell: Roadrunner      |
| 2014 | "Why Do You Hate Me?" - Llançament: 17 de març de 2014 - Segell: Roadrunner    |
| 2014 | "Captivate You" - Llançament: 4 de juny de 2014 - Segell: Roadrunner           |
| 2017 | "Play" - Llançament: 21 d'agost de 2017 - Segell: Roadrunner                   |
| 2017 | "Habits" - Llançament: 11 d'octubre de 2017 - Segell: Roadrunner               |
| 2017 | "Major System Error" - Llançament: 11 de desembre de 2017 - Segell: Roadrunner |